# Пожаревац
Пожа́ревац (серб. Пожаревац / Požarevac), Пожаревец Пассаровиц, Пошаревац (Pozarevac, Passarowitz) — город в Сербии, Браничевский округ, административный центр общины Пожаревац, с населением около 42 000 человек.
Город расположен в 80 километрах к юго-востоку от Белграда.

## История
Ранее город в королевстве Сербии, между реками Моравой и Млавой. На 1890 год в нём проживало 11 134 жителей. Пожаревац стоит неподалёку от древнего римского города Виминациума, который располагался на территории римской провинции Мёзия. Под Пожаревацом на равнине восточное римское войско, в гражданской войне, под руководством императора Диоклетиана, в 285 году, одержало победу над западным римским войском императора Карина, сына императора Кара, и этой победой было восстановлено единство империи. В 435 году предводитель гуннов Аттила заключил здесь мир с Византией, считается даже, что похоронен он где-то невдалеке.
В 1718 году в Пожареваце (Пассаровице, австрийское и немецкое название города — Passarowitz) был подписан мирный договор между Австрией, Венецией и Османской империей (венецианцами и императором Карлом VI с Портой). В соответствии с этим мирным договором часть Сербии отошла под власть австрийцев. В 1815 году османы, преследуемые сербами со всех сторон, укрепились в городе, но сербы взяли Пожаревец приступом, после этого одна часть османов бежала, а другая стала защищаться в городской церкви, но это им не помогло — сербы и церковь взяли приступом, причём первым бросился на врагов князь Милош Обренович.
В городе 15 октября отмечается ежегодный городской праздник «День освобождения города в Первой и Второй мировой войне». В Пожаревце находится «живой» мемориал, 441 русская берёза, из Подмосковья, — по числу погибших и умерших от ран в окрестных госпиталях военнослужащих Красной Армии ВС Союза ССР при освобождении города от немецко-нацистских захватчиков и их братская могила. Торжественная церемония закладки «живого» мемориала состоялась 15 октября 1967 года.
Родина и место погребения Слободана Милошевича, возле своего родного дома.

## Персоналии
- Вуйович, Воислав — сербский коммунист, генеральный секретарь Коммунистического Интернационала молодёжи в 1921—1926 годах, член Президиума Исполкома Коминтерна.
- Димитрий (Патриарх Сербский)
- Живанович, Миливое (1900—1976) — сербский и югославский актёр.
- Милошевич, Слободан — президент Югославии.
- Маркович, Миряна — вдова Милошевича.
- Янкович, Милица — сербская писательница.

## Города-побратимы
- Волоколамск, Россия, с 15 октября 2007 года[5].

## Галерея

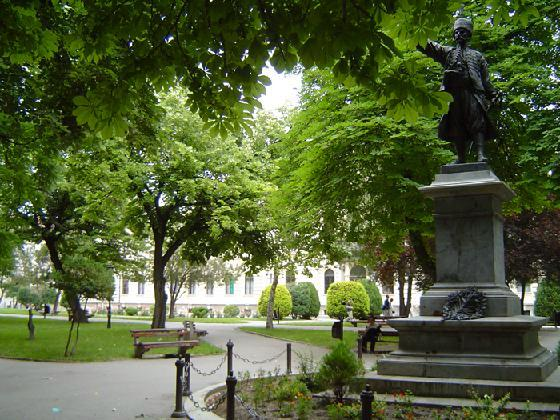
Городской парк
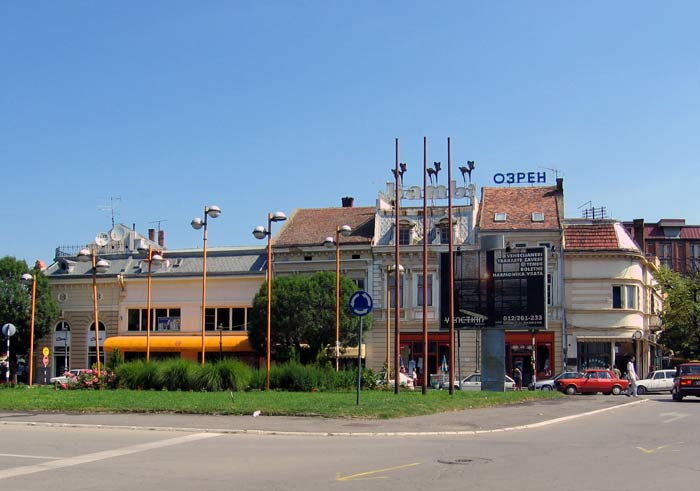
Центр города
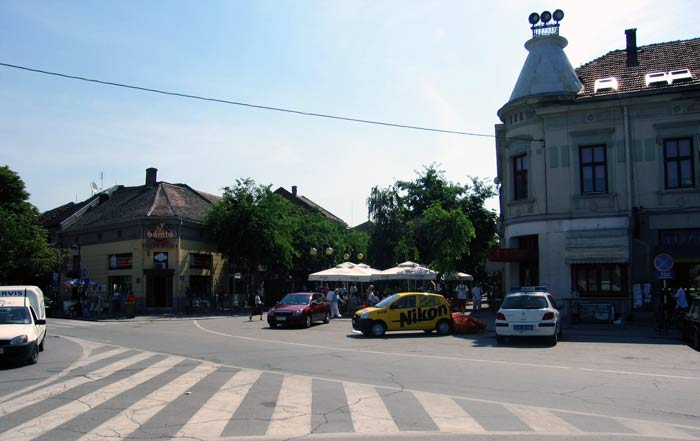
Центр города
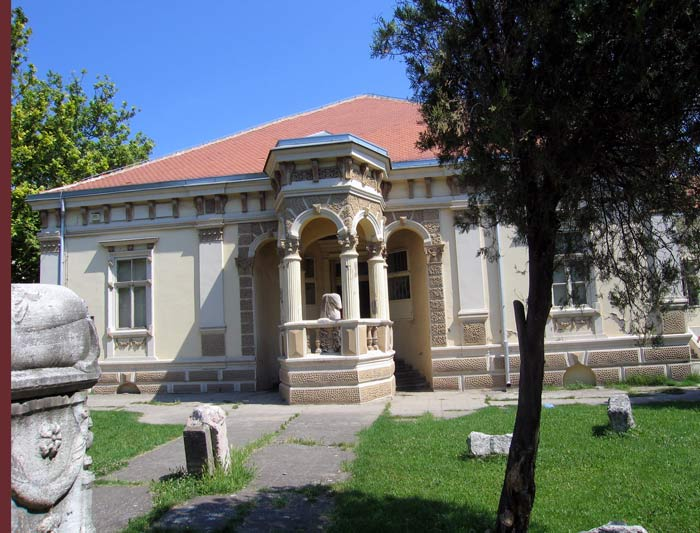
Здание городского музея
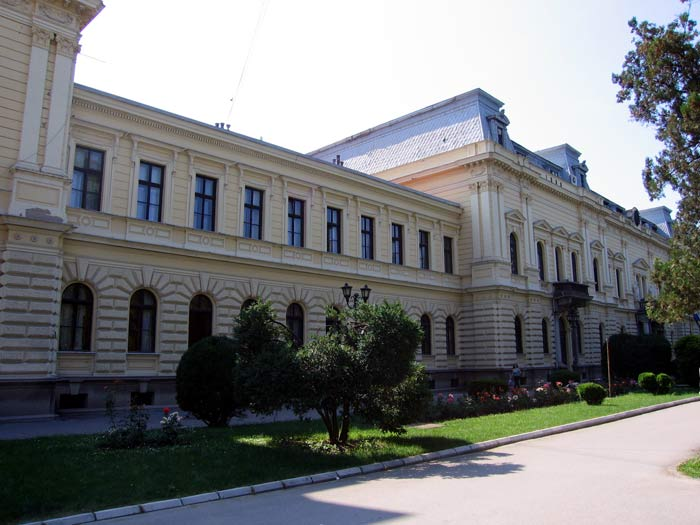
Здание муниципалитета
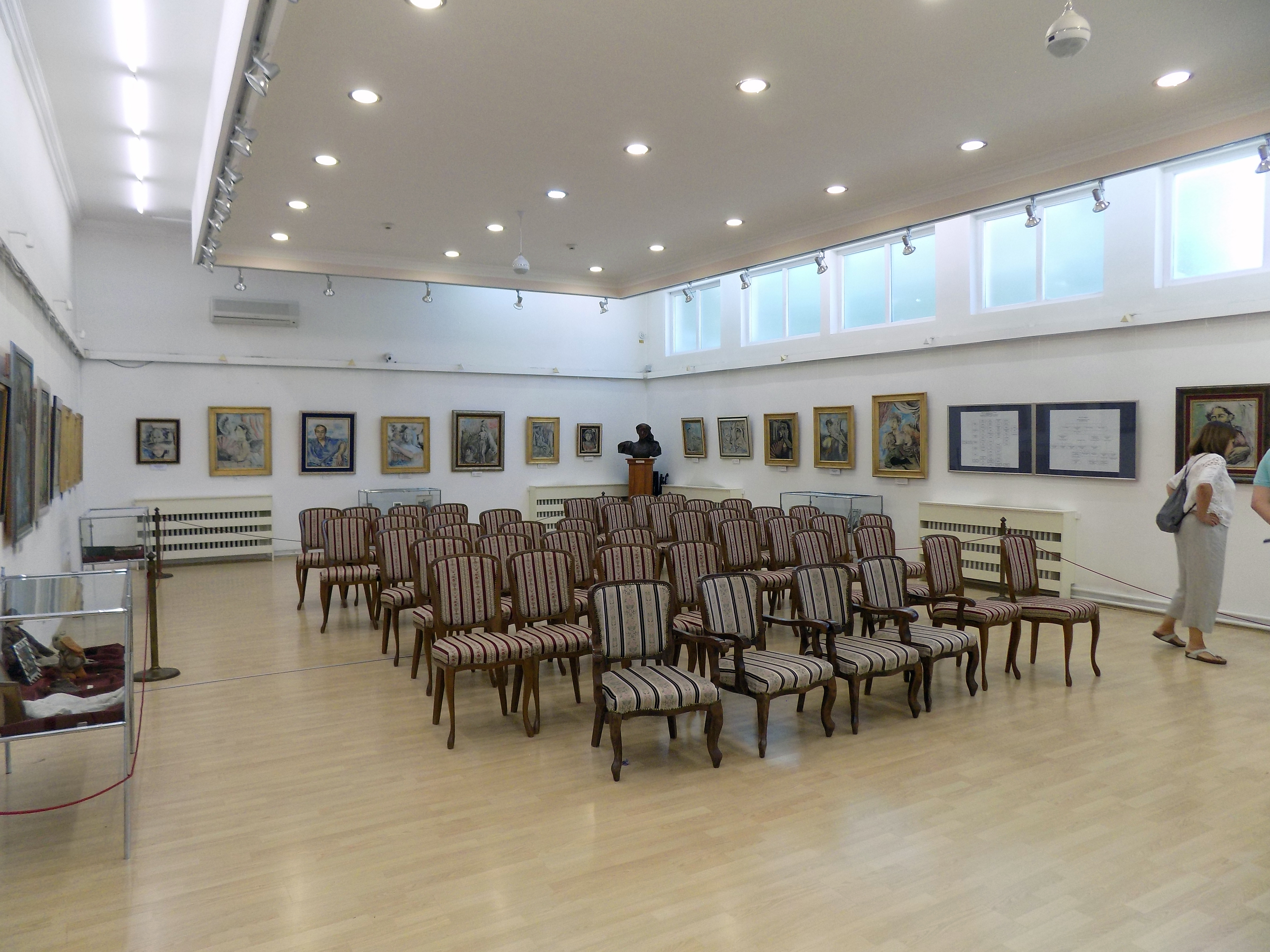
Галерея Милена Павлович-Барили